# Konrad Hummel

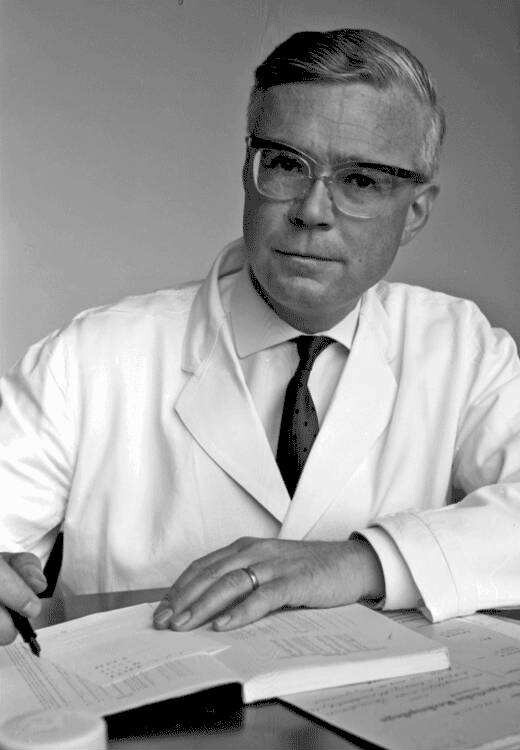
Konrad Hummel (1965)

Konrad Hummel (* 28. Februar 1923 in Metzingen; † 30. Dezember 2014) war ein deutscher Labormediziner und Biostatistiker und ab 1960 Professor für Blutgruppenserologie an der Universität Freiburg im Breisgau.

## Leben
Konrad Hummel studierte in Freiburg und Tübingen Humanmedizin; das Staatsexamen legte er in Freiburg ab, die Promotion zum Dr. med. erfolgte 1947 in Tübingen. 1948 wurde er wissenschaftlicher Assistent am Institut für Hygiene und Mikrobiologie der Universität Freiburg im Breisgau, wo er sich 1954 habilitierte. 1960 wurde er zum außerplanmäßigen Professor ernannt, 1974 zum Direktor des Instituts für Blutgruppenserologie der Universität Freiburg, wo er bis zu seiner Emeritierung 1988 tätig blieb. Nach dem Ausscheiden aus dem Staatsdienst eröffnete er ein privates Institut für Blutgruppenserologie und Genetik, welches er bis zum Juli 2000 leitete. Bekannt wurde Konrad Hummel auch als Sachverständiger für Abstammungsgutachten.

## Werke
- Vergleichende Untersuchungen der psychogenen Störungen bei den Kriegsteilnehmern der Weltkriege 1914–1918 und 1939–1945 unter besonderer Berücksichtigung der Symptomatologie. 1946 (Dissertation, Universität Tübingen, 1947).
- Die inkompletten Antikörper in der Immunbiologie. Stuttgart: G. Fischer, 1955 (Habilitationsschrift, Universität Freiburg im Breisgau, 1954).
- Die medizinische Vaterschaftsbegutachtung mit biostatistischem Beweis. Stuttgart: G. Fischer, 1961.
- Ulrich Berger unter Mitarbeit von Konrad Hummel: Einführung in die Mikrobiologie und Immunologie unter besonderer Berücksichtigung der Mundhöhle. München/Berlin: Urban & Schwarzenberg, 1964.
- Blutgruppenserologische Grundbegriffe. Frankfurt am Main: Umschau-Verlag, 1969.
- Konrad Hummel unter Mitarbeit von Peter Ihm: Biostatistical opinion of parentage based upon the results of blood group tests = Biostatistische Abstammungsbegutachtung mit Blutgruppenbefunden. Stuttgart: G. Fischer, 1971 (Band 1) und 1973 (Band 2).
- Kurt Herbert Johannsen, Konrad Hummel: Vaterschaftsfeststellung bei nichtehelicher Abstammung (= Molter-Kolleg). Heidelberg: Molter, 1977; 2. Ausgabe 1978.
- Konrad Hummel, Christoph Lippelt: Lanzarote. Bilder einer Insel. Sigmaringen: Thorbecke, 1981, ISBN 3-7995-1615-8; 2. Auflage 1989.
- Konrad Hummel, Joachim Gerchow (Hrsg.): Biomathematical evidence of paternity. Festschrift für Erik Essen-Möller = Biomathematischer Beweis der Vaterschaft. Berlin/Heidelberg/New York: Springer, 1981, ISBN 3-540-11133-6 und ISBN 0-387-11133-6.
- Wir leben weiter. Altmexikanische Gesichter. Mit 25 aztekischen Gesängen, ausgewählt und übersetzt von Ursula Bühler. Freiburg im Breisgau/Basel/Wien: Herder, 1986, ISBN 3-451-20700-1.
- Indische Vers- und Prosadichtung. Ein Lesebuch, ausgewählt und eingeführt von K. Hummel. Zum vierzigjährigen Bestehen der Deutsch-Indischen Gesellschaft. Freiburg, Krause 1993.
- Erblich-polymorphe Eigenschaften des Blutes zur Klärung strittiger Blutsverwandtschaft und fraglicher Identität. Hierzu benutzte biometrische Verfahren. Hamburg: Kovač, 1997, ISBN 3-86064-499-8.

## Mitgliedschaften und Ehrungen
- Gründungsmitglied der Gesellschaft für forensische Blutgruppenkunde aus der später die International Society for Forensic Genetics (ISFG) hervorging; später Ehrenmitglied der ISFG[2][6]